# Brigitte Zypries

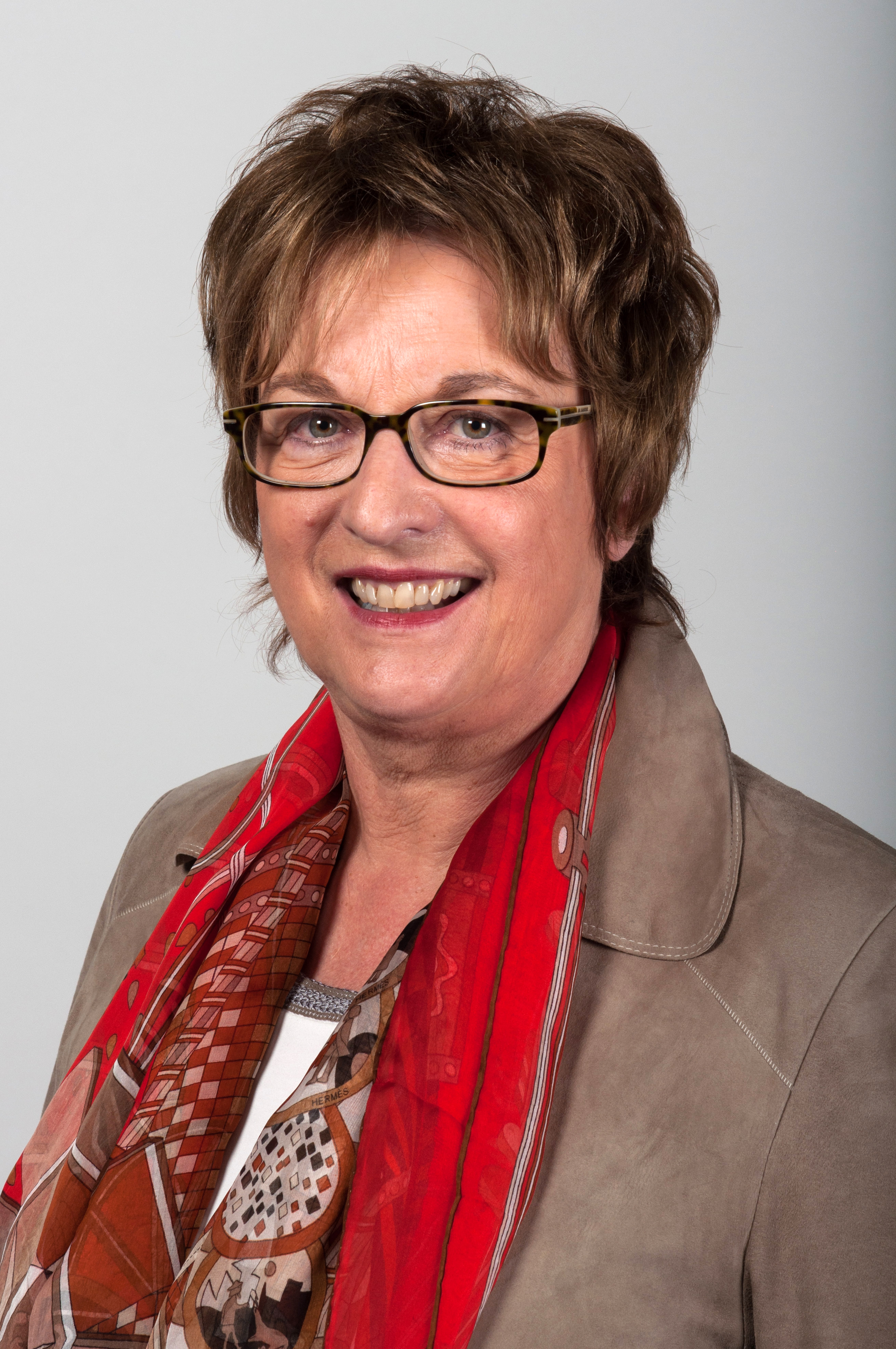
Brigitte Zypries (2014)

Brigitte Zypries (* 16. November 1953 in Kassel) ist eine deutsche Politikerin (SPD). Sie war von 2002 bis 2009 Bundesministerin der Justiz in den Kabinetten Schröder II sowie Merkel I sowie von 2017 bis 2018 Bundesministerin für Wirtschaft und Energie im Kabinett Merkel III.
Zypries gehörte in den Jahren 2005 bis 2017 dem Deutschen Bundestag an. Von 2013 bis 2017 war sie Parlamentarische Staatssekretärin im Bundeswirtschaftsministerium mit Zuständigkeit für die Bereiche IT, Luft- und Raumfahrt unter ihrem Amtsvorgänger Sigmar Gabriel (SPD) und ab Januar 2014 Koordinatorin der Bundesregierung für Luft- und Raumfahrt.

## Leben
Zypries’ Vater besaß in Kassel eine Drogerie, später mehrere Fotoläden mit insgesamt 50 Mitarbeitern. Brigitte Zypries besuchte die Elisabeth-Knipping-Schule in Kassel und absolvierte das Abitur, studierte ab dem Jahr 1972 Rechtswissenschaft an der Justus-Liebig-Universität Gießen und beendete ihr Studium im Jahr 1978 mit der Ersten Juristischen Staatsprüfung. Während ihrer Studienzeit war sie Mitglied der Juso-Hochschulgruppe und wirkte für diese als Referentin im AStA; außerdem lernte Zypries an der Universität Gießen ihren späteren Kabinettskollegen Frank-Walter Steinmeier kennen. Im Jahr 1980 folgte das zweite juristische Staatsexamen. Während ihrer Studienzeit gehörte sie gemeinsam mit Frank-Walter Steinmeier zur Redaktion der linken Quartalszeitschrift Demokratie und Recht (DuR) des DKP-nahen Pahl-Rugenstein Verlags.
In den Jahren 1980 bis 1984 war sie wissenschaftliche Mitarbeiterin an der Universität Gießen und arbeitete danach bis 1988 als Referentin in der Hessischen Staatskanzlei unter Ministerpräsident Holger Börner. Im Jahr 1988 wurde sie als wissenschaftliche Mitarbeiterin im Ersten Senat an das Bundesverfassungsgericht in Karlsruhe abgeordnet. 1991 wechselte Zypries in die Niedersächsische Staatskanzlei als Referatsleiterin für Verfassungsrecht; sie wurde dort 1997 zur Abteilungsleiterin befördert.
Brigitte Zypries ist ledig und kinderlos.

## Politik
Im Jahr 1991 trat Brigitte Zypries in die SPD ein. Am 23. Juni 2012 wurde sie zur Vorsitzenden des SPD-Unterbezirks Darmstadt gewählt. Am 28. Juni 2014 wurde sie wiedergewählt.

### Öffentliche Ämter
Von 1997 bis 1998 war sie Staatssekretärin im Ministerium für Frauen, Arbeit und Soziales des Landes Niedersachsen.
Nach dem Wechsel der Bundesregierung im Jahr 1998 wurde sie Staatssekretärin im Bundesministerium des Innern. In dieser Zeit war sie schwerpunktmäßig u. a. mit den Tarifverhandlungen im Öffentlichen Dienst, mit der Vorbereitung beamtenrechtlicher Gesetze, der Hilfe in den Herkunftsländern für Russland-Deutsche und dem Leistungssport in Deutschland befasst. Ab September 1999 war Zypries Vorsitzende im Staatssekretärsausschuss zur Steuerung des Programms der Bundesregierung „Moderner Staat – moderne Verwaltung“. Im Sommer 2002 bestritt sie, im Zuge der Kontroverse um die Verleihung des Poldi-Awards an das von mehreren Verfassungsschutzämtern als linksextremistisch eingestufte Internet-Netzwerk Indymedia, bei welcher sie Jury-Mitglied gewesen war, für Indymedia gestimmt zu haben.
Nach der Bundestagswahl 2002 wurde sie am 22. Oktober 2002 Bundesministerin der Justiz in der von Gerhard Schröder geführten Bundesregierung. In diesem Amt gehörte sie auch der vom 22. November 2005 bis zum 27. Oktober 2009 von Angela Merkel geleiteten Bundesregierung einer Großen Koalition an. Vom 17. Dezember 2013 bis zum 26. Januar 2017 war sie Parlamentarische Staatssekretärin beim Bundesminister für Wirtschaft und Energie. Sie war für die Bereiche IT, Luft- und Raumfahrt zuständig. Vom 27. Januar 2017 bis zum 14. März 2018 war sie nach dem Wechsel von Sigmar Gabriel ins Außenministerium die Bundesministerin für Wirtschaft und Energie im Kabinett Merkel III.

### Abgeordnetentätigkeit
Von 2005 bis 2017 war Brigitte Zypries Mitglied des Deutschen Bundestages. Sie war als direkt gewählte Abgeordnete des Wahlkreises 186 (Darmstadt) in den Bundestag eingezogen. Bei der Bundestagswahl 2005 erreichte sie hier 44,8 Prozent der Erststimmen. Bei der Bundestagswahl 2009 konnte sie ihr Direktmandat knapp mit 35,0 Prozent verteidigen. Bei der Bundestagswahl vom 22. September 2013 erreichte sie mit 37,3 Prozent der Erststimmen ein wieder etwas besseres Ergebnis gegenüber den Herausforderern und damit erneut das Direktmandat. Von 2009 bis 2013 amtierte sie als Justiziarin der SPD-Fraktion. Im 17. Deutschen Bundestag war Zypries eines von zwölf Mitgliedern des Wahlausschusses, der damals die Hälfte der Richter des Bundesverfassungsgerichts direkt bestimmte. Anfang Juni 2016 teilte sie in einem Brief an die Parteifreunde mit, dass sie nicht mehr zur Bundestagswahl 2017 antreten werde.

## Politische Positionen

### Familienrecht
Das Bundesverfassungsgericht bestätigte im Jahr 2007 Zypries’ Position, dass heimliche Vaterschaftstests einen schwerwiegenden Verstoß gegen das informationelle Selbstbestimmungsrecht der Betroffenen darstellen. Zypries legte daher das Gesetz zur Klärung der Vaterschaft unabhängig vom Anfechtungsverfahren vor, das am 1. April 2008 in Kraft trat. Es ermöglicht eine legale Klärung der Vaterschaft, ohne dass sich (mögliche) Väter durch die Anfechtung der Vaterschaft von ihrem (möglichen) Kind lossagen müssen.
In einem Beitrag für die Zeitschrift für Rechtspolitik stellte sie einen Gesetzentwurf ihres Ministeriums vor, nach dem die Ausländerbehörden gegen die Vaterschaftsanerkennung eines Deutschen vorgehen können sollten, wenn dieser das Kind einer unverheirateten Ausländerin anerkennt. Zypries begründete den Gesetzentwurf damit, dass solche Anerkennungen häufig nur dazu dienen sollten, einer ausreisepflichtigen ausländischen Mutter einen Aufenthaltstitel zu verschaffen.
Ende 2007 legte Zypries den Entwurf für das Gesetz zur Änderung des Unterhaltsrechts vor, das am 1. Januar 2008 in Kraft trat und das den Vorrang des Kindeswohls und die nacheheliche Eigenverantwortung neu regelte. Die Änderungen durch das Gesetz kommentierte sie unter anderem mit der Feststellung: „Einmal Zahnarztgattin immer Zahnarztgattin, das gilt nicht mehr.“ Nach einer Umfrage der Bertelsmann Stiftung wird die Reform überwiegend positiv beurteilt.

### Strafrecht
Der Entwurf, für sexuellen Missbrauch von Kindern eine Anzeigepflicht nach § 138 des StGB zu verankern, scheiterte 2003 am Widerstand der Kinderschutzzentren und von Bündnis 90/Die Grünen; die Strafdrohungen wurden zum 1. April 2004 verschärft.
Der in ihrer Amtszeit eingeführte Straftatbestand der „Nachstellung“ (§ 238 StGB) trat am 31. März 2007 in Kraft.

### Urheber- und Patentrecht
2008 setzte Zypries eine gesetzliche Begrenzung der Anwaltskosten bei einer Abmahnung wegen geringfügiger Urheberrechtsverletzungen im Internet durch. Zuvor hatten Fälle für Schlagzeilen gesorgt, in denen Teenager, die auf ihren Websites urheberrechtlich geschützte Fotos platziert hatten, Abmahnungen und Anwaltsrechnungen in vierstelliger Höhe erhalten hatten. Seit 2008 sind diese Abmahnkosten auf höchstens hundert Euro begrenzt.
In der Europäischen Union setzte sich Brigitte Zypries für den umstrittenen Vorschlag des EU-Rates zur mittlerweile gescheiterten Richtlinie für computerimplementierte Erfindungen ein. Kritiker warfen der Ministerin vor, dass sie sich damit offen gegen einen einstimmigen Beschluss des Bundestags wandte, der die Bundesregierung zur Unterstützung der Linie des EU-Parlaments aufforderte.

### Antidiskriminierung
Zypries engagierte sich insbesondere gegen Diskriminierungen von Schwulen und Lesben und setzte sich für die weitere rechtliche Gleichstellung von Eingetragene Lebenspartnerschaften und Ehen ein; damit hatte sie mit den am 1. Januar 2005 in Kraft getretenen Änderungen des Lebenspartnerschaftsgesetzes zum großen Teil Erfolg. Sie unterstützt eine als artikeldrei bekannte Initiative des LSVD, die sich einer Ergänzung des Artikel 3 des Grundgesetzes verschrieben hat. In ihre Amtszeit fällt die Verabschiedung des Allgemeinen Gleichbehandlungsgesetzes (AGG).

### Elektronische Verwaltung
Die Ministerin erreichte die Freischaltung des Zugangs auf das gesamte aktuelle Bundesrecht im Internet und sorgte mit dem Justizkommunikationsgesetz für einen weiteren Ausbau des elektronischen Rechtsverkehrs (E-Justice), der allerdings noch nicht bei allen Gerichten flächendeckend genutzt wird.

### Deutsches Recht international
2008 hat Zypries ein „Bündnis für das deutsche Recht“ mit den großen Justizorganisationen geschlossen. Es soll sich für eine internationale Verbreitung des Rechtsstaats und deutscher Rechtsideen engagieren.

### Patientenrechte
Während ihrer Amtszeit wurde erstmals in Deutschland das Rechtsinstitut der Patientenverfügung im Bürgerlichen Gesetzbuch gesetzlich geregelt. Eine Patientenverfügung ist eine schriftliche Vorausverfügung einer Person für den Fall, dass sie ihren Willen nicht mehr (wirksam) erklären kann. Mit dem so genannten Patientenverfügungsgesetz wurde für alle Beteiligten mehr Rechtssicherheit im Hinblick auf die Ablehnung lebensverlängernder oder -erhaltender Maßnahmen im Vorfeld des Sterbens (Behandlungsverzicht) geschaffen. Am 18. Juni 2009 beschloss der Bundestag nach intensiver gesellschaftlicher und parlamentarischer Diskussion den von Zypries inspirierten und von ihrem Fraktionskollegen Joachim Stünker eingebrachten Gesetzentwurf, der am 1. September 2009 in Kraft trat.

### Bürgerrechte, Innere Sicherheit und Datenschutz
Im Jahr 2004 wurde ihr der Negativpreis Big Brother Award verliehen, weil sie nach Meinung der Jury den Richterspruch zum Anlass hätte nehmen sollen, auf den Großen Lauschangriff ganz zu verzichten.
Im Kabinett Merkel I geriet Zypries mehrfach in Konflikt mit Innenminister Wolfgang Schäuble. So lehnte Zypries einen Einsatz der Bundeswehr im Innern zur Terrorbekämpfung oder die Aufweichung des Folterverbots ab. Die Befugnis für das Bundeskriminalamt, „Online-Durchsuchungen“ durchzuführen, blockierte Zypries so lange, bis das Bundesverfassungsgericht 2008 darüber geurteilt hatte.
Zypries strebte eine Balance von Bürgerrechten und Sicherheit an, gleichwohl setzte sie sich für die Nutzung neuer Techniken zur Kriminalitätsbekämpfung ein, zum Beispiel für die Verwendung von Telekommunikationsdaten, mit deren Hilfe die Urheber der Terroranschläge am 11. März 2004 in Madrid rasch ermittelt werden konnten. Die vorsorgliche Speicherung dieser Verbindungsdaten war allerdings weiter umstritten. Im Oktober 2007 wurde Brigitte Zypries zum zweiten Mal der Big Brother Award verliehen. Sie wurde in der Kategorie „Kommunikation“ ausgezeichnet „für ihren Gesetzentwurf, mit dem in Deutschland die Vorratsdatenspeicherung von Telekommunikations-Verbindungsdaten eingeführt werden soll.“
In einem Interview im Deutschlandfunk im November 2007 äußerte Brigitte Zypries in der Debatte um zunehmende Überwachung: „Aber das Recht auf informationelle Selbstbestimmung heißt ja nur, dass Bürger darüber informiert werden müssen, wer was von ihnen speichert.“

### Internetsperren
Im Jahr 2009 unterstützte Zypries mit dem Zugangserschwerungsgesetz, das nie zur Anwendung kam, die Initiative von Familienministerin Ursula von der Leyen, Internetseiten zur Bekämpfung der Kinderpornografie zu sperren. Im Juli 2009 erklärte Zypries in einem Interview, die Sperren würden keineswegs der Zensur dienen; vielmehr gehe es „darum, strafbare Inhalte aus dem Netz zu entfernen“. Weiterhin erklärte sie, „dass ohne Gesetz die von Frau von der Leyen mit den Providern geschlossenen Verträge zur Anwendung gekommen wären – mit viel weniger rechtsstaatlichen Sicherungen für die Internet-User“. Sie begründete ihre Befürwortung von Netzsperren wie folgt:
„Es gibt eine Gruppe von Internet-Usern, die glaubt: Im Netz darf man alles, das Internet ist ein Ort unbegrenzter Freiheit, jede Regel verletzt unsere Identität. Das ist falsch: Meine Freiheit, mein Recht endet auch im Netz dort, wo sie die Freiheit und das Recht von anderen verletzt. Grundrechten wie der Meinungsfreiheit sind im Internet genauso Grenzen gesetzt wie in der realen Welt. Es gibt kein Recht des Stärkeren oder technisch Versierteren. Was offline verboten ist, ist auch online verboten. Das ist keine Zensur, sondern eine simple Erkenntnis, die auch juristischen Laien verständlich sein sollte.“ 
Zur Position der Piratenpartei erklärte Zypries im Juli 2009, diese verleihe nur einem Lebensgefühl Ausdruck und diskutiere auf einer irrationalen Ebene.

## Sonstiges Engagement
Zypries war von 2014 bis 2017 Aufsichtsratsmitglied bei der Deutschen Bahn. Sie war bis Juni 2015 Kuratoriumsvorsitzende beim Deutschen Behindertensportverband (DBS), beim Deutschen Polen Institut war sie bis März 2018 Mitglied im Kuratorium. Zudem ist Zypries seit Ende 2016 Ethik-Beauftragte beim Deutschen Turner-Bund sowie Compliance-Beauftragte beim Deutschen Leichtathletik-Verband. Sie ist Kuratoriumsmitglied bei der HSE Stiftung, sowie Präsidentin der Deutsch-Israelischen Juristenvereinigung. Des Weiteren war sie bis Ende 2021 Stiftungsratsmitglied bei der Schader-Stiftung.
Seit 2019 ist Brigitte Zypries Herausgeberin und Kolumnistin des Dup Unternehmer-Magazins. Seit September 2019 ist sie zudem Aufsichtsratsmitglied bei der Bombardier Transportation GmbH. Ebenfalls war sie von 2019 bis 2023 Ombudsfrau des Bundesverbands Deutscher Inkasso-Unternehmen (BDIU). Im August 2020 wurde Brigitte Zypries zur ersten Vorsitzenden des deutschen Beirats des European Leadership Network (ELNET) gewählt. Sie ist Mitglied im Kuratorium der Deutschen Nationalstiftung.
Seit Februar 2021 ist Zypries Mitglied einer Expertenkommission „Trust in Quality“, der der ehemalige Bundesfinanzminister Theo Waigel vorsitzt und mit der der Wirtschaftsprüfer Ernst & Young den Wirecard-Bilanzskandal aufarbeiten und verlorengegangenes Vertrauen wiedergewinnen möchte.
Seit dem 1. September 2022 ist Zypries zudem als selbstständige Beraterin für Apple tätig.
Zypries ist Beiratsmitglied bei der Deutschen Vermögensberatung.

## Kabinette
- Kabinett Schröder II
- Kabinett Merkel I
- Kabinett Merkel III

## Auszeichnungen
- Rosa-Courage-Preis 2007
- Zivilcouragepreis 2009 (Christopher Street Day Berlin)
- Internet-Politikerin des Jahres 2009 (eco-Verband der Internetwirtschaft)
- Wilhelm-Leuschner-Medaille 2017
- Ehrenmedaille des israelischen Präsidenten 2025[47]

## Veröffentlichungen
- Markenbildung in der Politik. In: Axel Balzer, Marvin Geilich, Shamim Rafat (Hg.): / Politik als Marke – Politikvermittlung zwischen Kommunikation und Inszenierung. Münster 2005.
- Legt Eure Gehälter endlich offen. In: Cicero – Magazin für politische Kultur. 25. Juni 2004. Ringier Publishing GmbH, Berlin 2004, S. 92.
- Mehr Rechtssicherheit im Umgang mit Patientenverfügungen. In: Recht und Politik. 2005, Vierteljahreszeitschrift. BWV-Berliner-Wissenschafts Verlag GmbH, Münster 2005.
- Wir sind nicht im Bürgerkrieg (Einsatz der Bundeswehr im Innern). In: Frankfurter Rundschau. 16. Februar 2006. Druck- und Verlagshaus Frankfurt am Main, 2006.
- Die Freiheit ist kein Risiko (Bürgerrechte und Innere Sicherheit). In: Frankfurter Rundschau. 28. Juli 2007. Druck- und Verlagshaus Frankfurt am Main, 2007.
- Das Kleid unserer Freiheit. 1968 fand nicht nur auf der Straße statt, sondern auch im Gesetzblatt. Das Jahr bleibt eine Chiffre gegen staatliche Bevormundung. In: Frankfurter Allgemeine Zeitung. 21. Mai 2008.
- Ein Rechtssystem mit Qualitätssiegel. In: Frankfurter Allgemeine Zeitung. 27. Oktober 2008.
- 90 Jahre Frauenwahlrecht in Deutschland. Geschichte, Bilanz, Perspektive. In: Neue Juristische Wochenschrift. Nummer 47/2008, S. 3400–3403.
- (Hrsg.): Darmstadt. Wo es am schönsten ist – 66 Lieblingsplätze. B&S Siebenhaar Verlag, Berlin 2008, ISBN 978-3-936962-52-9.
- (Hrsg.): Die Renaissance der Rechtspolitik. Zehn Jahre Politik für den Sozialen Rechtsstaat. Verlag C.H.Beck, München 2008, ISBN 978-3-406-58275-2.
- (Hrsg.): Verfassung der Zukunft. Ein Lesebuch zu 60 Jahren Grundgesetz. Vorwärts Buchverlag, Berlin 2009, ISBN 978-3-86602-995-8.